# Estación Sekigawa

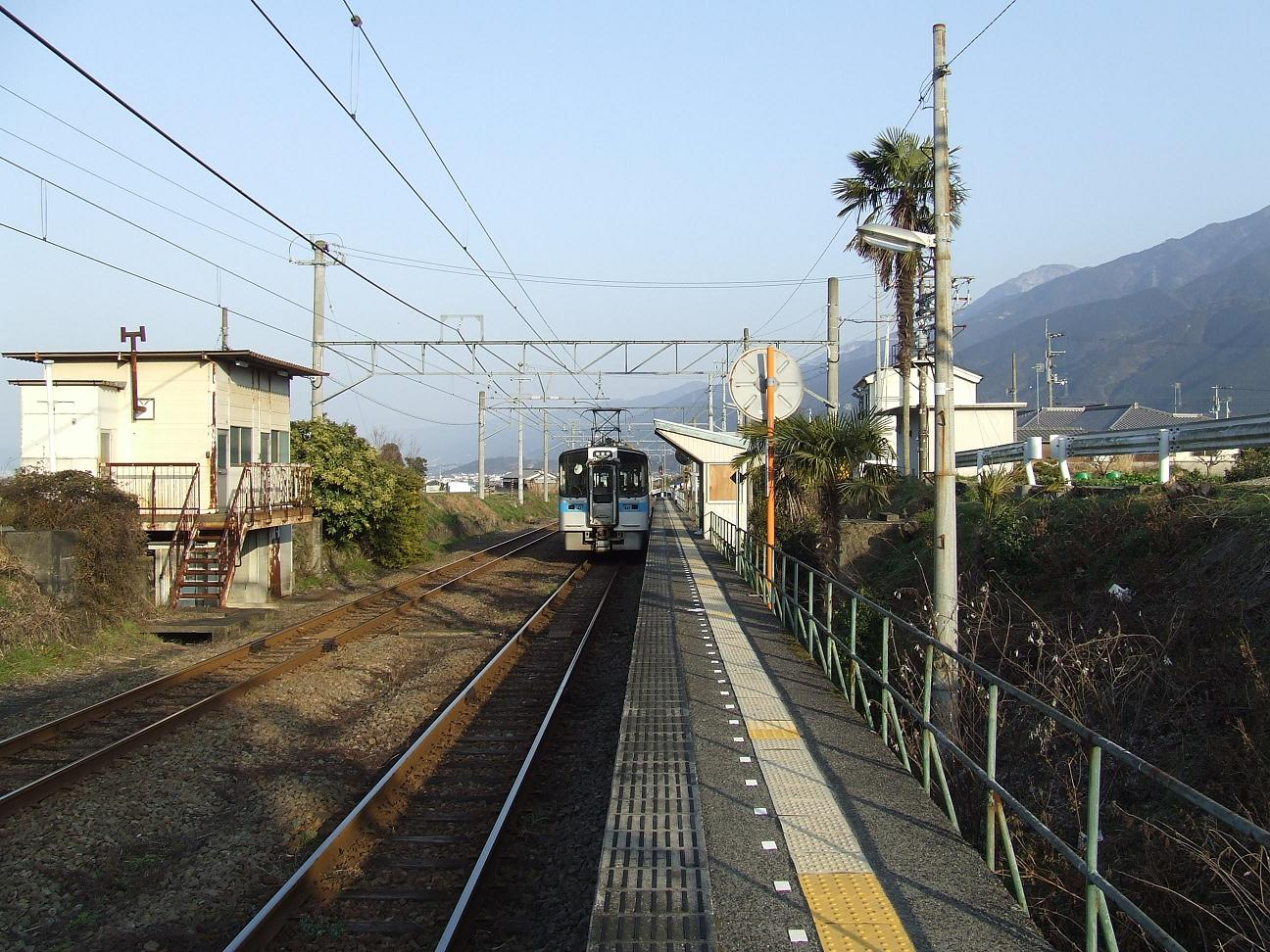
Vista de la estación Sekigawa.

La estación Sekigawa (関川駅 Sekigawa-eki?) es una estación de la línea Yosan de la Japan Railways que se encuentra en la ciudad de Shikokuchūō de la prefectura de Ehime. El código de estación es el "Y27".

## Estación de pasajeros
Cuenta con una plataforma, la cual posee un único andén (andén 1). La vía que corre al lado del andén es la vía secundaria, la vía principal se utiliza para atravesar la estación sin detenerse. La misma estructura se puede apreciar en la estación Ōura.
La estación posee una sala de espera en la plataforma, pero no cuenta con un edificio. Tampoco cuenta con personal (nunca lo tuvo).

### Andén
| 1 | ● Línea Yosan |                                                                                        | Hacia Iyomishima, Kawanoe y Kanonji (los servicios rápidos no se detienen) |
| 1 | ● Línea Yosan | Hacia Niihama, Saijō, Imabari, Hōjō y Matsuyama (los servicios rápidos no se detienen) |                                                                            |

## Alrededores de la estación
- Si bien hay viviendas dispersas, es básicamente una zona rural.
- Río Seki (関川 Seki-gawa?)
- El centro urbano de lo que fue en su momento la villa de Sekigawa (関川村 Sekigawa-mura?) del distrito de Uma se encuentra alejado, cerca de la zona montañosa.

## Historia
- 1961: el 15 de abril se inaugura la estación Sekigawa.
- 1987: el 1° de abril pasa a ser una estación de la división Ferrocarriles de Pasajeros de Shikoku de la Japan Railways.

## Estación anterior y posterior
- Línea Yosan 
  - Estación Iyodoi (Y26)  <<  Estación Sekigawa (Y27)  >>  Estación Takihama (Y28)